# Tour cycliste international de la Guadeloupe 2017
La 67e édition du Tour cycliste international de la Guadeloupe a eu lieu du 28 juillet 2017 au 6 août 2017. La course fait partie du calendrier UCI Europe Tour 2017 en catégorie 2.2.
Elle a été remportée par le Français Sébastien Fournet-Fayard (Team Pro Immo Nicolas Roux), vainqueur également du contre-la-montre lors de la huitième étape b. Il devance le Vénézuélien Juan Murillo (Gwada Bikers 118) de 1 min 45 s et le Lituanien Žydrūnas Savickas (Bourg-en-Bresse Ain Cyclisme) de 2 min 48 s.

Le Dominicain Diego Milán (Inteja MMR Dominican Cycling) remporte le classement par points, celui de la montagne et celui de la combativité, tandis que les Français Simon Buttner (Bourg-en-Bresse Ain Cyclisme) et Quentin Vanoverschelde (Équipe de France La Défense) gagnent respectivement celui des points chauds et de meilleur jeune. Pour finir, la formation dominicaine Inteja MMR Dominican Cycling est déclarée meilleure équipe.

## Présentation

### Parcours
Le Tour se déroule en 12 étapes (dont un prologue) sur 10 jours. Il comporte 3 contre-la-montre, 4 étapes de plat et 5 étapes vallonnées (en comptant les demi-étapes). Il débute dans les rues de Pointe-à-Pitre le vendredi 28 juillet 2017 avec un prologue et s’achève le dimanche 6 août 2017 à Baie-Mahault, après un parcours de 1 267,59 km.

### Équipes
Classé en catégorie 2.2 de l'UCI Europe Tour, le Tour cycliste international de la Guadeloupe est par conséquent ouvert aux équipes continentales professionnelles françaises, aux équipes continentales, aux sélections nationales, aux sélections régionales et aux clubs amateurs.
Vingt-cinq équipes participent à ce tour : trois équipes continentales, deux équipes de DN1 française, trois sélections régionales et dix-sept clubs locaux.
| Équipes continentales (3)    | Équipes continentales (3) | Équipes continentales (3) |
| Nom de l'équipe              | Pays                      | Code                      |
| ---------------------------- | ------------------------- | ------------------------- |
| Bridgestone Anchor Cycling   | Japon                     | BGT                       |
| Inteja MMR Dominican Cycling | République dominicaine    | DCT                       |
| Interpro Cycling Academy     | Japon                     | IPC                       |

| Équipes nationales (2)       | Équipes nationales (2) | Équipes nationales (2) |
| Nom de l'équipe              | Pays                   | Code                   |
| ---------------------------- | ---------------------- | ---------------------- |
| Team Pro Immo Nicolas Roux   | France                 | PIM                    |
| Bourg-en-Bresse Ain Cyclisme | France                 |                        |

| Sélections régionales (3)   | Sélections régionales (3) | Sélections régionales (3) |
| Nom de l'équipe             | Pays                      | Code                      |
| --------------------------- | ------------------------- | ------------------------- |
| Équipe de France La Défense | France                    |                           |
| Sélection de Guyane         | France                    |                           |
| Sélection de Martinique     | France                    |                           |

| Équipes de clubs (17)           | Équipes de clubs (17) | Équipes de clubs (17) |
| Nom de l'équipe                 | Pays                  | Code                  |
| ------------------------------- | --------------------- | --------------------- |
| Karukera Assainissement PDL     | France                |                       |
| USCCP                           | France                |                       |
| Vélo Club de Grand-Case         | France                |                       |
| Vélo Club Saintannais           | France                |                       |
| Rayon d'Argent                  | France                |                       |
| CCD                             | France                |                       |
| Gwada Bikers 118                | France                |                       |
| Convergence SC Abymienne        | France                |                       |
| Association Cycliste du Levant  | France                |                       |
| Uni Sport Lamentinois           | France                |                       |
| USR Vélo                        | France                |                       |
| Pédale du Centre                | France                |                       |
| Vélo Club de Trois-Rivières     | France                |                       |
| Vélo du Centre et de la Caraïbe | France                |                       |
| Jeunesse Cycliste des Abymes    | France                |                       |
| Union Vélocipédique du Nord     | France                |                       |
| Excelsior                       | France                |                       |

### Primes
Les prix sont attribués suivant le barème de l'UCI,.
| Position           | 1er     | 2e      | 3e    | 4e    | 5e    | 6e    | 7e    | 8e    | 9e    | 10e à 20e |
| Classement général | 2 105 € | 1 055 € | 525 € | 265 € | 210 € | 158 € | 158 € | 107 € | 107 € | 50 €      |
| Par étape          | 1 205 € | 600 €   | 300 € | 150 € | 120 € | 90 €  | 90 €  | 60 €  | 60 €  | 30 €      |
| Par demi-étape     | 900 €   | 455 €   | 225 € | 115 € | 90 €  | 68 €  | 68 €  | 47 €  | 47 €  | 20 €      |

## Étapes
| Étape      | Date      | Villes étapes                      | type                        | Distance (km) | Vainqueur d'étape        | Leader du classement général |
| ---------- | --------- | ---------------------------------- | --------------------------- | ------------- | ------------------------ | ---------------------------- |
| Prologue   | 28 juill. | Pointe-à-Pitre – Pointe-à-Pitre    | prologue                    | 2,1           | annulé/abandonné         |                              |
| 1re étape  | 29 juill. | Pointe-à-Pitre – Lamentin          | étape vallonnée             | 167           | Julio Alberto Amores     | Julio Alberto Amores         |
| 2e a étape | 30 juill. | Lamentin – Gourbeyre               | étape vallonnée             | 100           | Théo Vimpère             | Théo Vimpère                 |
| 2e b étape | 30 juill. | Gourbeyre – Saint-Claude           | contre-la-montre individuel | 6,89          | Juan Murillo             | Sébastien Fournet-Fayard     |
| 3e étape   | 31 juill. | Gourbeyre – Vieux-Habitants        | étape vallonnée             | 150           | Antoine Bravard          | Sébastien Fournet-Fayard     |
| 4e étape   | 1 août    | Vieux-Habitants – Bouillante       | étape vallonnée             | 135           | Juan Murillo             | Cédric Eustache              |
| 5e étape   | 2 août    | Bouillante – Deshaies              | étape vallonnée             | 143,3         | Nicolas Thomasson        | Cédric Eustache              |
| 6e étape   | 3 août    | Deshaies – Sainte-Anne             | étape de plaine             | 150           | Adrien Alidor            | Cédric Eustache              |
| 7e étape   | 4 août    | Sainte-Anne – Capesterre-Belle-Eau | étape de plaine             | 158           | Pierre Bonnet            | Žydrūnas Savickas            |
| 8e a étape | 5 août    | Capesterre-Belle-Eau – Les Abymes  | étape de plaine             | 110           | Jayson Rousseau          | Žydrūnas Savickas            |
| 8e b étape | 5 août    | Les Abymes – Les Abymes            | contre-la-montre individuel | 21            | Sébastien Fournet-Fayard | Žydrūnas Savickas            |
| 9e étape   | 6 août    | Les Abymes – Baie-Mahault          | étape de plaine             | 126,4         | Jayson Rousseau          | Sébastien Fournet-Fayard     |

## Déroulement de la course

### Prologue
Le prologue, qui devait se dérouler le 28 juillet 2017 dans les rues de Pointe-à-Pitre, est annulé à cause de tensions entre la Direction de course et certains coureurs. Après un retour au calme, il est décidé que le Tour commencerait directement le lendemain avec la 1re étape.

### 1reétape
| Classement de l'étape | Classement de l'étape | Classement de l'étape  | Classement de l'étape        | Classement de l'étape |
|                       | Coureur               | Pays                   | Équipe                       | Temps                 |
| --------------------- | --------------------- | ---------------------- | ---------------------------- | --------------------- |
| 1er                   | Julio Alberto Amores  | Espagne                | Inteja MMR Dominican Cycling | en 3 h 51 min 44 s    |
| 2e                    | Étienne Tortelier     | France                 | Équipe de France La Défense  | + 2 s                 |
| 3e                    | Žydrūnas Savickas     | Lituanie               | Bourg-en-Bresse Ain Cyclisme | + 11 s                |
| 4e                    | Pierre Almeida        | France                 | Team Pro Immo Nicolas Roux   | + 13 s                |
| 5e                    | Tesfom Okubamariam    | Érythrée               | Interpro Cycling Academy     | + 17 s                |
| 6e                    | Miguel Ubeto          | Venezuela              | CCD                          | + 1 min 10 s          |
| 7e                    | William Bondot        | France                 | Vélo Club Saintannais        | + 1 min 10 s          |
| 8e                    | Diego Milán           | République dominicaine | Inteja MMR Dominican Cycling | + 1 min 11 s          |
| 9e                    | Alrick Louisor        | France                 | Jeunesse Cycliste des Abymes | + 1 min 11 s          |
| 10e                   | Grégory Errin         | France                 | Vélo Club de Grand-Case      | + 1 min 11 s          |
| modifier              |                       |                        |                              |                       |

| Classement général | Classement général   | Classement général     | Classement général           | Classement général |
|                    | Coureur              | Pays                   | Équipe                       | Temps              |
| ------------------ | -------------------- | ---------------------- | ---------------------------- | ------------------ |
| 1er                | Julio Alberto Amores | Espagne                | Inteja MMR Dominican Cycling | en 3 h 51 min 34 s |
| 2e                 | Étienne Tortelier    | France                 | Équipe de France La Défense  | + 6 s              |
| 3e                 | Žydrūnas Savickas    | Lituanie               | Bourg-en-Bresse Ain Cyclisme | + 17 s             |
| 4e                 | Pierre Almeida       | France                 | Team Pro Immo Nicolas Roux   | + 21 s             |
| 5e                 | Tesfom Okubamariam   | Érythrée               | Interpro Cycling Academy     | + 27 s             |
| 6e                 | Miguel Ubeto         | Venezuela              | CCD                          | + 1 min 20 s       |
| 7e                 | William Bondot       | France                 | Vélo Club Saintannais        | + 1 min 20 s       |
| 8e                 | Diego Milán          | République dominicaine | Inteja MMR Dominican Cycling | + 1 min 20 s       |
| 9e                 | Alrick Louisor       | France                 | Jeunesse Cycliste des Abymes | + 1 min 20 s       |
| 10e                | Grégory Errin        | France                 | Vélo Club de Grand-Case      | + 1 min 21 s       |
| modifier           |                      |                        |                              |                    |

### 2ea étape
| Classement de l'étape | Classement de l'étape    | Classement de l'étape | Classement de l'étape       | Classement de l'étape |
|                       | Coureur                  | Pays                  | Équipe                      | Temps                 |
| --------------------- | ------------------------ | --------------------- | --------------------------- | --------------------- |
| 1er                   | Théo Vimpère             | France                | Team Pro Immo Nicolas Roux  | en 2 h 27 min 34 s    |
| 2e                    | Cédric Eustache          | France                | Sélection de Martinique     | + 3 s                 |
| 3e                    | Quentin Vanoverschelde   | France                | Équipe de France La Défense | + 9 s                 |
| 4e                    | Sébastien Fournet-Fayard | France                | Team Pro Immo Nicolas Roux  | + 56 s                |
| 5e                    | Miguel Ubeto             | Venezuela             | CCD                         | + 56 s                |
| 6e                    | John Nava                | Venezuela             | Gwada Bikers 118            | + 56 s                |
| 7e                    | Juan David Vargas        | Colombie              | Uni Sport Lamentinois       | + 56 s                |
| 8e                    | Grégory Blondin          | France                | Vélo Club de Grand-Case     | + 1 min 17 s          |
| 9e                    | Tesfom Okubamariam       | Érythrée              | Interpro Cycling Academy    | + 1 min 30 s          |
| 10e                   | Pierre Almeida           | France                | Team Pro Immo Nicolas Roux  | + 1 min 34 s          |
| modifier              |                          |                       |                             |                       |

| Classement général | Classement général       | Classement général | Classement général           | Classement général |
|                    | Coureur                  | Pays               | Équipe                       | Temps              |
| ------------------ | ------------------------ | ------------------ | ---------------------------- | ------------------ |
| 1er                | Théo Vimpère             | France             | Team Pro Immo Nicolas Roux   | en 6 h 20 min 20 s |
| 2e                 | Cédric Eustache          | France             | Sélection de Martinique      | + 11 s             |
| 3e                 | Quentin Vanoverschelde   | France             | Équipe de France La Défense  | + 21 s             |
| 4e                 | Žydrūnas Savickas        | Lituanie           | Bourg-en-Bresse Ain Cyclisme | + 41 s             |
| 5e                 | Pierre Almeida           | France             | Team Pro Immo Nicolas Roux   | + 43 s             |
| 6e                 | Tesfom Okubamariam       | Érythrée           | Interpro Cycling Academy     | + 45 s             |
| 7e                 | Miguel Ubeto             | Venezuela          | CCD                          | + 1 min 1 s        |
| 8e                 | John Nava                | Venezuela          | Gwada Bikers 118             | + 1 min 4 s        |
| 9e                 | Juan David Vargas        | Colombie           | Uni Sport Lamentinois        | + 1 min 4 s        |
| 10e                | Sébastien Fournet-Fayard | France             | Team Pro Immo Nicolas Roux   | + 1 min 4 s        |
| modifier           |                          |                    |                              |                    |

### 2eb étape
| Classement de l'étape | Classement de l'étape    | Classement de l'étape | Classement de l'étape        | Classement de l'étape |
|                       | Coureur                  | Pays                  | Équipe                       | Temps                 |
| --------------------- | ------------------------ | --------------------- | ---------------------------- | --------------------- |
| 1er                   | Juan Murillo             | Venezuela             | Gwada Bikers 118             | en 18 min 30 s        |
| 2e                    | Sébastien Fournet-Fayard | France                | Team Pro Immo Nicolas Roux   | + 20 s                |
| 3e                    | Damien Monier            | France                | Bridgestone Anchor Cycling   | + 52 s                |
| 4e                    | Boris Carène             | France                | CCD                          | + 56 s                |
| 5e                    | Ludovic Turpin           | France                | Vélo Club de Grand-Case      | + 57 s                |
| 6e                    | Juan David Vargas        | Colombie              | Uni Sport Lamentinois        | + 58 s                |
| 7e                    | Quentin Vanoverschelde   | France                | Équipe de France La Défense  | + 1 min 18 s          |
| 8e                    | Gregory Brenes           | Costa Rica            | Inteja MMR Dominican Cycling | + 1 min 42 s          |
| 9e                    | John Nava                | Venezuela             | Gwada Bikers 118             | + 1 min 42 s          |
| 10e                   | Théo Vimpère             | France                | Team Pro Immo Nicolas Roux   | + 1 min 45 s          |
| modifier              |                          |                       |                              |                       |

| Classement général | Classement général       | Classement général | Classement général           | Classement général |
|                    | Coureur                  | Pays               | Équipe                       | Temps              |
| ------------------ | ------------------------ | ------------------ | ---------------------------- | ------------------ |
| 1er                | Sébastien Fournet-Fayard | France             | Team Pro Immo Nicolas Roux   | en 6 h 40 min 14 s |
| 2e                 | Quentin Vanoverschelde   | France             | Équipe de France La Défense  | + 9 s              |
| 3e                 | Théo Vimpère             | France             | Team Pro Immo Nicolas Roux   | + 21 s             |
| 4e                 | Juan David Vargas        | Colombie           | Uni Sport Lamentinois        | + 39 s             |
| 5e                 | Cédric Eustache          | France             | Sélection de Martinique      | + 55 s             |
| 6e                 | Tesfom Okubamariam       | Érythrée           | Interpro Cycling Academy     | + 1 min 19 s       |
| 7e                 | Žydrūnas Savickas        | Lituanie           | Bourg-en-Bresse Ain Cyclisme | + 1 min 20 s       |
| 8e                 | John Nava                | Venezuela          | Gwada Bikers 118             | + 1 min 23 s       |
| 9e                 | Juan Murillo             | Venezuela          | Gwada Bikers 118             | + 1 min 37 s       |
| 10e                | Miguel Ubeto             | Venezuela          | CCD                          | + 2 min            |
| modifier           |                          |                    |                              |                    |

### 3eétape
| Classement de l'étape | Classement de l'étape | Classement de l'étape  | Classement de l'étape        | Classement de l'étape |
|                       | Coureur               | Pays                   | Équipe                       | Temps                 |
| --------------------- | --------------------- | ---------------------- | ---------------------------- | --------------------- |
| 1er                   | Antoine Bravard       | France                 | Bourg-en-Bresse Ain Cyclisme | en 3 h 38 min 22 s    |
| 2e                    | Luis Sablon           | France                 | Vélo Club Saintannais        | + 6 s                 |
| 3e                    | Manabu Ishibashi      | Japon                  | Bridgestone Anchor Cycling   | + 7 s                 |
| 4e                    | Lionel Miny           | France                 | Jeunesse Cycliste des Abymes | + 7 s                 |
| 5e                    | Teddy Ringuet         | France                 | Sélection de Guyane          | + 8 s                 |
| 6e                    | Boris Carène          | France                 | CCD                          | + 9 s                 |
| 7e                    | Étienne Tortelier     | France                 | Équipe de France La Défense  | + 1 min 26 s          |
| 8e                    | Joachim Bray Gregorio | Portugal               | Vélo Club de Trois-Rivières  | + 1 min 57 s          |
| 9e                    | Diego Milán           | République dominicaine | Inteja MMR Dominican Cycling | + 2 min 6 s           |
| 10e                   | Miguel Ubeto          | Venezuela              | CCD                          | + 2 min 7 s           |
| modifier              |                       |                        |                              |                       |

| Classement général | Classement général       | Classement général | Classement général           | Classement général  |
|                    | Coureur                  | Pays               | Équipe                       | Temps               |
| ------------------ | ------------------------ | ------------------ | ---------------------------- | ------------------- |
| 1er                | Sébastien Fournet-Fayard | France             | Team Pro Immo Nicolas Roux   | en 10 h 20 min 43 s |
| 2e                 | Quentin Vanoverschelde   | France             | Équipe de France La Défense  | + 11 s              |
| 3e                 | Juan David Vargas        | Colombie           | Uni Sport Lamentinois        | + 41 s              |
| 4e                 | Cédric Eustache          | France             | Sélection de Martinique      | + 55 s              |
| 5e                 | Tesfom Okubamariam       | Érythrée           | Interpro Cycling Academy     | + 1 min 20 s        |
| 6e                 | Žydrūnas Savickas        | Lituanie           | Bourg-en-Bresse Ain Cyclisme | + 1 min 21 s        |
| 7e                 | John Nava                | Venezuela          | Gwada Bikers 118             | + 1 min 23 s        |
| 8e                 | Antoine Bravard          | France             | Bourg-en-Bresse Ain Cyclisme | + 1 min 37 s        |
| 9e                 | Juan Murillo             | Venezuela          | Gwada Bikers 118             | + 1 min 39 s        |
| 10e                | Boris Carène             | France             | CCD                          | + 1 min 40 s        |
| modifier           |                          |                    |                              |                     |

### 4eétape
| Classement de l'étape | Classement de l'étape    | Classement de l'étape  | Classement de l'étape        | Classement de l'étape |
|                       | Coureur                  | Pays                   | Équipe                       | Temps                 |
| --------------------- | ------------------------ | ---------------------- | ---------------------------- | --------------------- |
| 1er                   | Juan Murillo             | Venezuela              | Gwada Bikers 118             | en 3 h 46 min 14 s    |
| 2e                    | Boris Carène             | France                 | CCD                          | + 12 s                |
| 3e                    | Diego Milán              | République dominicaine | Inteja MMR Dominican Cycling | + 20 s                |
| 4e                    | Cédric Eustache          | France                 | Sélection de Martinique      | + 20 s                |
| 5e                    | Luis Sablon              | France                 | Vélo Club Saintannais        | + 56 s                |
| 6e                    | Miguel Ubeto             | Venezuela              | CCD                          | + 1 min 34 s          |
| 7e                    | Sébastien Fournet-Fayard | France                 | Team Pro Immo Nicolas Roux   | + 1 min 47 s          |
| 8e                    | Ludovic Turpin           | France                 | Vélo Club de Grand-Case      | + 1 min 47 s          |
| 9e                    | Žydrūnas Savickas        | Lituanie               | Bourg-en-Bresse Ain Cyclisme | + 2 min 42 s          |
| 10e                   | Grégory Blondin          | France                 | Vélo Club de Grand-Case      | + 4 min 5 s           |
| modifier              |                          |                        |                              |                       |

| Classement général | Classement général       | Classement général     | Classement général           | Classement général |
|                    | Coureur                  | Pays                   | Équipe                       | Temps              |
| ------------------ | ------------------------ | ---------------------- | ---------------------------- | ------------------ |
| 1er                | Cédric Eustache          | France                 | Sélection de Martinique      | en 14 h 8 min 11 s |
| 2e                 | Juan Murillo             | Venezuela France       | Gwada Bikers 118             | + 12 s             |
| 3e                 | Boris Carène             | France Colombie        | CCD                          | + 29 s             |
| 4e                 | Sébastien Fournet-Fayard | France                 | Team Pro Immo Nicolas Roux   | + 32 s             |
| 5e                 | Luis Sablon              | France                 | Vélo Club Saintannais        | + 2 min 4 s        |
| 6e                 | Miguel Ubeto             | Venezuela              | CCD                          | + 2 min 19 s       |
| 7e                 | Žydrūnas Savickas        | Lituanie               | Bourg-en-Bresse Ain Cyclisme | + 2 min 35 s       |
| 8e                 | Quentin Vanoverschelde   | France                 | Équipe de France La Défense  | + 3 min 15 s       |
| 9e                 | Diego Milán              | République dominicaine | Inteja MMR Dominican Cycling | + 3 min 30 s       |
| 10e                | Ludovic Turpin           | France                 | Vélo Club de Grand-Case      | + 4 min 11 s       |
| modifier           |                          |                        |                              |                    |

### 5eétape
| Classement de l'étape | Classement de l'étape | Classement de l'étape  | Classement de l'étape        | Classement de l'étape |
|                       | Coureur               | Pays                   | Équipe                       | Temps                 |
| --------------------- | --------------------- | ---------------------- | ---------------------------- | --------------------- |
| 1er                   | Nicolas Thomasson     | France                 | Team Pro Immo Nicolas Roux   | en 3 h 37 min 55 s    |
| 2e                    | Yudai Arashiro        | Japon                  | Bridgestone Anchor Cycling   | + 1 s                 |
| 3e                    | Toshiki Omote         | Japon                  | Bridgestone Anchor Cycling   | + 9 s                 |
| 4e                    | Gregory Brenes        | Costa Rica             | Inteja MMR Dominican Cycling | + 10 s                |
| 5e                    | Ludovic Turpin        | France                 | Vélo Club de Grand-Case      | + 14 s                |
| 6e                    | Kéran Barolin         | France                 | Union Vélocipédique du Nord  | + 34 s                |
| 7e                    | Shelsy Deloumeaux     | France                 | Jeunesse Cycliste des Abymes | + 39 s                |
| 8e                    | Diego Milán           | République dominicaine | Inteja MMR Dominican Cycling | + 1 min 57 s          |
| 9e                    | Ryu Suzuki            | Japon                  | Bridgestone Anchor Cycling   | + 1 min 57 s          |
| 10e                   | Teddy Ringuet         | France                 | Sélection de Guyane          | + 1 min 57 s          |
| modifier              |                       |                        |                              |                       |

| Classement général | Classement général       | Classement général     | Classement général           | Classement général |
|                    | Coureur                  | Pays                   | Équipe                       | Temps              |
| ------------------ | ------------------------ | ---------------------- | ---------------------------- | ------------------ |
| 1er                | Cédric Eustache          | France                 | Sélection de Martinique      | en 17 h 48 min 3 s |
| 2e                 | Juan Murillo             | Venezuela              | Gwada Bikers 118             | + 12 s             |
| 3e                 | Boris Carène             | France                 | CCD                          | + 29 s             |
| 4e                 | Sébastien Fournet-Fayard | France                 | Team Pro Immo Nicolas Roux   | + 32 s             |
| 5e                 | Luis Sablon              | France                 | Vélo Club Saintannais        | + 2 min 2 s        |
| 6e                 | Miguel Ubeto             | Venezuela              | CCD                          | + 2 min 19 s       |
| 7e                 | Ludovic Turpin           | France                 | Vélo Club de Grand-Case      | + 2 min 28 s       |
| 8e                 | Žydrūnas Savickas        | Lituanie               | Bourg-en-Bresse Ain Cyclisme | + 2 min 34 s       |
| 9e                 | Quentin Vanoverschelde   | France                 | Équipe de France La Défense  | + 3 min 15 s       |
| 10e                | Diego Milán              | République dominicaine | Inteja MMR Dominican Cycling | + 3 min 30 s       |
| modifier           |                          |                        |                              |                    |

### 6eétape
| Classement de l'étape | Classement de l'étape | Classement de l'étape | Classement de l'étape        | Classement de l'étape |
|                       | Coureur               | Pays                  | Équipe                       | Temps                 |
| --------------------- | --------------------- | --------------------- | ---------------------------- | --------------------- |
| 1er                   | Adrien Alidor         | France                | USR Vélo                     | en 3 h 44 min 12 s    |
| 2e                    | Cédric Ramothe        | France                | Karukera Assainissement PDL  | + 1 min 15 s          |
| 3e                    | Julio Alberto Amores  | Espagne               | Inteja MMR Dominican Cycling | + 1 min 15 s          |
| 4e                    | Yudai Arashiro        | Japon                 | Bridgestone Anchor Cycling   | + 1 min 15 s          |
| 5e                    | Grégory Errin         | France                | Uni Sport Lamentinois        | + 1 min 15 s          |
| 6e                    | Toshiki Omote         | Japon                 | Bridgestone Anchor Cycling   | + 1 min 15 s          |
| 7e                    | Étienne Tortelier     | France                | Équipe de France La Défense  | + 1 min 15 s          |
| 8e                    | William Bondot        | France                | Vélo Club Saintannais        | + 1 min 15 s          |
| 9e                    | Grzegorz Kwiatkowski  | France                | Uni Sport Lamentinois        | + 1 min 15 s          |
| 10e                   | Kéran Barolin         | France                | Union Vélocipédique du Nord  | + 1 min 20 s          |
| modifier              |                       |                       |                              |                       |

| Classement général | Classement général       | Classement général     | Classement général           | Classement général  |
|                    | Coureur                  | Pays                   | Équipe                       | Temps               |
| ------------------ | ------------------------ | ---------------------- | ---------------------------- | ------------------- |
| 1er                | Cédric Eustache          | France                 | Sélection de Martinique      | en 21 h 33 min 35 s |
| 2e                 | Juan Murillo             | Venezuela              | Gwada Bikers 118             | + 12 s              |
| 3e                 | Boris Carène             | France                 | CCD                          | + 29 s              |
| 4e                 | Sébastien Fournet-Fayard | France                 | Team Pro Immo Nicolas Roux   | + 32 s              |
| 5e                 | Luis Sablon              | France                 | Vélo Club Saintannais        | + 2 min 2 s         |
| 6e                 | Miguel Ubeto             | Venezuela              | CCD                          | + 2 min 19 s        |
| 7e                 | Ludovic Turpin           | France                 | Vélo Club de Grand-Case      | + 2 min 28 s        |
| 8e                 | Žydrūnas Savickas        | Lituanie               | Bourg-en-Bresse Ain Cyclisme | + 2 min 34 s        |
| 9e                 | Quentin Vanoverschelde   | France                 | Équipe de France La Défense  | + 3 min 15 s        |
| 10e                | Diego Milán              | République dominicaine | Inteja MMR Dominican Cycling | + 3 min 30 s        |
| modifier           |                          |                        |                              |                     |

### 7eétape
| Classement de l'étape | Classement de l'étape | Classement de l'étape  | Classement de l'étape        | Classement de l'étape |
|                       | Coureur               | Pays                   | Équipe                       | Temps                 |
| --------------------- | --------------------- | ---------------------- | ---------------------------- | --------------------- |
| 1er                   | Pierre Bonnet         | France                 | Team Pro Immo Nicolas Roux   | en 3 h 38 min 48 s    |
| 2e                    | Larry Lutin           | France                 | Karukera Assainissement PDL  | + 5 s                 |
| 3e                    | Diego Milán           | République dominicaine | Inteja MMR Dominican Cycling | + 7 s                 |
| 4e                    | Shelsy Deloumeaux     | France                 | Jeunesse Cycliste des Abymes | + 7 s                 |
| 5e                    | Yudai Arashiro        | Japon                  | Bridgestone Anchor Cycling   | + 7 s                 |
| 6e                    | Tony Lemler           | France                 | Bourg-en-Bresse Ain Cyclisme | + 7 s                 |
| 7e                    | Frédéric Attaud       | France                 | USCCP                        | + 7 s                 |
| 8e                    | Nicolas Dumont        | France                 | Vélo Club de Grand-Case      | + 7 s                 |
| 9e                    | Cédric Locatin        | France                 | Excelsior                    | + 7 s                 |
| 10e                   | Kéran Barolin         | France                 | Union Vélocipédique du Nord  | + 7 s                 |
| modifier              |                       |                        |                              |                       |

| Classement général | Classement général       | Classement général     | Classement général           | Classement général |
|                    | Coureur                  | Pays                   | Équipe                       | Temps              |
| ------------------ | ------------------------ | ---------------------- | ---------------------------- | ------------------ |
| 1er                | Žydrūnas Savickas        | Lituanie               | Bourg-en-Bresse Ain Cyclisme | en 25 h 15 min 2 s |
| 2e                 | Quentin Vanoverschelde   | France                 | Équipe de France La Défense  | + 43 s             |
| 3e                 | Diego Milán              | République dominicaine | Inteja MMR Dominican Cycling | + 48 s             |
| 4e                 | Cédric Eustache          | France                 | Sélection de Martinique      | + 2 min 14 s       |
| 5e                 | Juan Murillo             | Venezuela              | Gwada Bikers 118             | + 2 min 26 s       |
| 6e                 | Boris Carène             | France                 | CCD                          | + 2 min 43 s       |
| 7e                 | Sébastien Fournet-Fayard | France                 | Team Pro Immo Nicolas Roux   | + 2 min 46 s       |
| 8e                 | Luis Sablon              | France                 | Vélo Club Saintannais        | + 4 min 16 s       |
| 9e                 | Cédric Locatin           | France                 | Excelsior                    | + 4 min 30 s       |
| 10e                | Miguel Ubeto             | Venezuela              | CCD                          | + 4 min 33 s       |
| modifier           |                          |                        |                              |                    |

### 8ea étape
| Classement de l'étape | Classement de l'étape | Classement de l'étape  | Classement de l'étape        | Classement de l'étape |
|                       | Coureur               | Pays                   | Équipe                       | Temps                 |
| --------------------- | --------------------- | ---------------------- | ---------------------------- | --------------------- |
| 1er                   | Jayson Rousseau       | France                 | Vélo Club de Grand-Case      | en 2 h 31 min 20 s    |
| 2e                    | Cédric Ramothe        | France                 | Karukera Assainissement PDL  | + 21 s                |
| 3e                    | Ronald Géran          | France                 | Convergence SC Abymienne     | + 21 s                |
| 4e                    | Simon Buttner         | France                 | Bourg-en-Bresse Ain Cyclisme | + 21 s                |
| 5e                    | Diego Milán           | République dominicaine | Uni Sport Lamentinois        | + 21 s                |
| 6e                    | Stéphane Larochelle   | France                 | Vélo Club de Trois-Rivières  | + 21 s                |
| 7e                    | Giovanni Rousseau     | France                 | Convergence SC Abymienne     | + 21 s                |
| 8e                    | Nicolas Thomasson     | France                 | Team Pro Immo Nicolas Roux   | + 21 s                |
| 9e                    | Luis Sablon           | France                 | Vélo Club Saintannais        | + 21 s                |
| 10e                   | Teddy Ringuet         | France                 | Sélection de Guyane          | + 21 s                |
| modifier              |                       |                        |                              |                       |

| Classement général | Classement général       | Classement général     | Classement général           | Classement général  |
|                    | Coureur                  | Pays                   | Équipe                       | Temps               |
| ------------------ | ------------------------ | ---------------------- | ---------------------------- | ------------------- |
| 1er                | Žydrūnas Savickas        | Lituanie               | Bourg-en-Bresse Ain Cyclisme | en 27 h 46 min 43 s |
| 2e                 | Quentin Vanoverschelde   | France                 | Équipe de France La Défense  | + 43 s              |
| 3e                 | Diego Milán              | République dominicaine | Inteja MMR Dominican Cycling | + 48 s              |
| 4e                 | Cédric Eustache          | France                 | Sélection de Martinique      | + 2 min 14 s        |
| 5e                 | Juan Murillo             | Venezuela              | Gwada Bikers 118             | + 2 min 26 s        |
| 6e                 | Boris Carène             | France                 | CCD                          | + 2 min 43 s        |
| 7e                 | Sébastien Fournet-Fayard | France                 | Team Pro Immo Nicolas Roux   | + 2 min 46 s        |
| 8e                 | Luis Sablon              | France                 | Vélo Club Saintannais        | + 4 min 16 s        |
| 9e                 | Cédric Locatin           | France                 | Excelsior                    | + 4 min 30 s        |
| 10e                | Miguel Ubeto             | Venezuela              | CCD                          | + 4 min 33 s        |
| modifier           |                          |                        |                              |                     |

### 8eb étape
| Classement de l'étape | Classement de l'étape    | Classement de l'étape | Classement de l'étape        | Classement de l'étape |
|                       | Coureur                  | Pays                  | Équipe                       | Temps                 |
| --------------------- | ------------------------ | --------------------- | ---------------------------- | --------------------- |
| 1er                   | Sébastien Fournet-Fayard | France                | Team Pro Immo Nicolas Roux   | en 27 min 30 s        |
| 2e                    | Albert Torres            | Espagne               | Inteja MMR Dominican Cycling | + 41 s                |
| 3e                    | Damien Monier            | France                | Bridgestone Anchor Cycling   | + 1 min 9 s           |
| 4e                    | Boris Carène             | France                | CCD                          | + 1 min 16 s          |
| 5e                    | Cédric Eustache          | France                | Sélection de Martinique      | + 1 min 20 s          |
| 6e                    | Cédric Locatin           | France                | Excelsior                    | + 1 min 24 s          |
| 7e                    | Žydrūnas Savickas        | Lituanie              | Bourg-en-Bresse Ain Cyclisme | + 1 min 48 s          |
| 8e                    | Pierre Bonnet            | France                | Team Pro Immo Nicolas Roux   | + 1 min 50 s          |
| 9e                    | Quentin Vanoverschelde   | France                | Équipe de France La Défense  | + 2 min 3 s           |
| 10e                   | Juan Murillo             | Venezuela             | Gwada Bikers 118             | + 2 min 5 s           |
| modifier              |                          |                       |                              |                       |

| Classement général | Classement général       | Classement général     | Classement général           | Classement général |
|                    | Coureur                  | Pays                   | Équipe                       | Temps              |
| ------------------ | ------------------------ | ---------------------- | ---------------------------- | ------------------ |
| 1er                | Žydrūnas Savickas        | Lituanie               | Bourg-en-Bresse Ain Cyclisme | en 28 h 16 min 1 s |
| 2e                 | Sébastien Fournet-Fayard | France                 | Team Pro Immo Nicolas Roux   | + 58 s             |
| 3e                 | Quentin Vanoverschelde   | France                 | Équipe de France La Défense  | + 58 s             |
| 4e                 | Cédric Eustache          | France                 | Sélection de Martinique      | + 1 min 46 s       |
| 5e                 | Boris Carène             | France                 | CCD                          | + 2 min 11 s       |
| 6e                 | Diego Milán              | République dominicaine | Inteja MMR Dominican Cycling | + 2 min 37 s       |
| 7e                 | Juan Murillo             | Venezuela              | Gwada Bikers 118             | + 2 min 43 s       |
| 8e                 | Cédric Locatin           | France                 | Excelsior                    | + 4 min 6 s        |
| 9e                 | Ludovic Turpin           | France                 | Vélo Club de Grand-Case      | + 5 min 13 s       |
| 10e                | Miguel Ubeto             | Venezuela              | CCD                          | + 7 min 1 s        |
| modifier           |                          |                        |                              |                    |

### 9eétape
| Classement de l'étape | Classement de l'étape | Classement de l'étape | Classement de l'étape        | Classement de l'étape |
|                       | Coureur               | Pays                  | Équipe                       | Temps                 |
| --------------------- | --------------------- | --------------------- | ---------------------------- | --------------------- |
| 1er                   | Jayson Rousseau       | France                | Vélo Club de Grand-Case      | en 2 h 52 min 15 s    |
| 2e                    | Albert Torres         | Espagne               | Inteja MMR Dominican Cycling | + 0 s                 |
| 3e                    | Miguel Ubeto          | Venezuela             | CCD                          | + 0 s                 |
| 4e                    | Cédric Ramothe        | France                | Karukera Assainissement PDL  | + 0 s                 |
| 5e                    | Yudai Arashiro        | Japon                 | Bridgestone Anchor Cycling   | + 0 s                 |
| 6e                    | Ryu Suzuki            | Japon                 | Bridgestone Anchor Cycling   | + 0 s                 |
| 7e                    | Kelian Duro           | France                | Vélo Club Saintannais        | + 0 s                 |
| 8e                    | William Bondot        | France                | Vélo Club Saintannais        | + 0 s                 |
| 9e                    | Ronald Géran          | France                | Convergence SC Abymienne     | + 0 s                 |
| 10e                   | Étienne Tortelier     | France                | Équipe de France La Défense  | + 0 s                 |
| modifier              |                       |                       |                              |                       |

## Classements finals

### Classement général final
| Classement général | Classement général       | Classement général     | Classement général           | Classement général |
|                    | Coureur                  | Pays                   | Équipe                       | Temps              |
| ------------------ | ------------------------ | ---------------------- | ---------------------------- | ------------------ |
| 1er                | Sébastien Fournet-Fayard | France                 | Team Pro Immo Nicolas Roux   | en 31 h 9 min 24 s |
| 2e                 | Juan Murillo             | Venezuela              | Gwada Bikers 118             | + 1 min 45 s       |
| 3e                 | Žydrūnas Savickas        | Lituanie               | Bourg-en-Bresse Ain Cyclisme | + 2 min 48 s       |
| 4e                 | Quentin Vanoverschelde   | France                 | Équipe de France La Défense  | + 3 min 48 s       |
| 5e                 | Cédric Eustache          | France                 | Sélection de Martinique      | + 4 min 13 s       |
| 6e                 | Boris Carène             | France                 | CCD                          | + 4 min 38 s       |
| 7e                 | Diego Milán              | République dominicaine | Inteja MMR Dominican Cycling | + 5 min 27 s       |
| 8e                 | Miguel Ubeto             | Venezuela              | CCD                          | + 5 min 59 s       |
| 9e                 | Cédric Locatin           | France                 | Excelsior                    | + 6 min 33 s       |
| 10e                | Ludovic Turpin           | France                 | Vélo Club de Grand-Case      | + 8 min 3 s        |
| modifier           |                          |                        |                              |                    |

### Classements annexes
| Classement par points | Classement par points | Classement par points  | Classement par points        | Classement par points |
| --------------------- | --------------------- | ---------------------- | ---------------------------- | --------------------- |
|                       | Coureur               | Pays                   | Équipe                       | Point(s)              |
| 1er                   | Diego Milán           | République dominicaine | Inteja MMR Dominican Cycling | 65 points             |
| 2e                    | Yudai Arashiro        | Japon                  | Bridgestone Anchor Cycling   | 62 pts                |
| 3e                    | Miguel Ubeto          | Venezuela              | CCD                          | 48 pts                |
| modifier              |                       |                        |                              |                       |

| Classement de la montagne | Classement de la montagne | Classement de la montagne | Classement de la montagne    | Classement de la montagne |
| ------------------------- | ------------------------- | ------------------------- | ---------------------------- | ------------------------- |
|                           | Coureur                   | Pays                      | Équipe                       | Point(s)                  |
| 1er                       | Diego Milán               | République dominicaine    | Inteja MMR Dominican Cycling | 53 points                 |
| 2e                        | Luis Sablon               | France                    | Vélo Club Saintannais        | 34 pts                    |
| 3e                        | Teddy Ringuet             | France                    | Sélection de Guyane          | 24 pts                    |
| modifier                  |                           |                           |                              |                           |

| Classement des points chauds | Classement des points chauds | Classement des points chauds | Classement des points chauds | Classement des points chauds |
| ---------------------------- | ---------------------------- | ---------------------------- | ---------------------------- | ---------------------------- |
|                              | Coureur                      | Pays                         | Équipe                       | Point(s)                     |
| 1er                          | Simon Buttner                | France                       | Bourg-en-Bresse Ain Cyclisme | 53 points                    |
| 2e                           | Julio Alberto Amores         | Espagne                      | Inteja MMR Dominican Cycling | 33 pts                       |
| 3e                           | Damien Monier                | France                       | Bridgestone Anchor Cycling   | 23 pts                       |
| modifier                     |                              |                              |                              |                              |

| Classement du meilleur jeune | Classement du meilleur jeune | Classement du meilleur jeune | Classement du meilleur jeune | Classement du meilleur jeune |
|                              | Coureur                      | Pays                         | Équipe                       | Temps                        |
| ---------------------------- | ---------------------------- | ---------------------------- | ---------------------------- | ---------------------------- |
| 1er                          | Quentin Vanoverschelde       | France                       | Équipe de France La Défense  | en 31 h 13 min 12 s          |
| 2e                           | Cédric Locatin               | France                       | Excelsior                    | + 2 min 45 s                 |
| 3e                           | Romain Vinetot               | France                       | Karukera Assainissement PDL  | + 10 min 39 s                |
| modifier                     |                              |                              |                              |                              |

| Classement combiné | Classement combiné       | Classement combiné     | Classement combiné           | Classement combiné |
| ------------------ | ------------------------ | ---------------------- | ---------------------------- | ------------------ |
|                    | Coureur                  | Pays                   | Équipe                       | Point(s)           |
| 1er                | Diego Milán              | République dominicaine | Inteja MMR Dominican Cycling | 9 points           |
| 2e                 | Juan Murillo             | Venezuela              | Gwada Bikers 118             | 17 pts             |
| 3e                 | Sébastien Fournet-Fayard | France                 | Team Pro Immo Nicolas Roux   | 22 pts             |
| modifier           |                          |                        |                              |                    |

| Classement par équipes | Classement par équipes       | Classement par équipes | Classement par équipes |
|                        | Équipe                       | Pays                   | Temps                  |
| ---------------------- | ---------------------------- | ---------------------- | ---------------------- |
| 1re                    | Inteja MMR Dominican Cycling | République dominicaine | en 93 h 41 min 22 s    |
| 2e                     | Vélo Club de Grand-Case      | France                 | + 12 min 37 s          |
| 3e                     | Bridgestone Anchor Cycling   | Japon                  | + 32 min 38 s          |
| modifier               |                              |                        |                        |

### UCI Europe Tour
Ce Tour cycliste international de la Guadeloupe attribue des points pour l'UCI Europe Tour 2017, y compris aux coureurs faisant partie d'une équipe ayant un label WorldTeam. De plus la course donne le même nombre de points individuellement à tous les coureurs pour le classement mondial UCI 2017.
| Position           | 1er | 2e | 3e | 4e | 5e | 6e | 7e | 8e à 10e |
| Classement général | 40  | 30 | 25 | 20 | 15 | 10 | 5  | 3        |
| Par étape          | 7   | 3  | 1  |    |    |    |    |          |
| Leader, par étape  | 1   |    |    |    |    |    |    |          |

| Cycliste                 | Équipe                       | Général | Étape | Leader | Total |
| ------------------------ | ---------------------------- | ------- | ----- | ------ | ----- |
| Sébastien Fournet-Fayard | Team Pro Immo Nicolas Roux   | 40      | 10    | 3      | 53    |
| Juan Murillo             | Gwada Bikers 118             | 30      | 14    | -      | 44    |
| Žydrūnas Savickas        | Bourg-en-Bresse Ain Cyclisme | 25      | 1     | 3      | 29    |
| Quentin Vanoverschelde   | Équipe de France La Défense  | 20      | 1     | -      | 21    |
| Cédric Eustache          | Sélection de Martinique      | 15      | 3     | 3      | 21    |
| Jayson Rousseau          | Vélo Club de Grand-Case      | -       | 14    | -      | 14    |
| Boris Carène             | CCD                          | 10      | 3     | -      | 13    |
| Julio Alberto Amores     | Inteja MMR Dominican Cycling | -       | 8     | 1      | 9     |
| Théo Vimpère             | Team Pro Immo Nicolas Roux   | -       | 7     | 1      | 8     |
| Diego Milán              | Inteja MMR Dominican Cycling | 5       | 2     | -      | 7     |
| Antoine Bravard          | Bourg-en-Bresse Ain Cyclisme | -       | 7     | -      | 7     |
| Nicolas Thomasson        | Team Pro Immo Nicolas Roux   | -       | 7     | -      | 7     |
| Adrien Alidor            | USR Vélo                     | -       | 7     | -      | 7     |
| Pierre Bonnet            | Team Pro Immo Nicolas Roux   | -       | 7     | -      | 7     |
| Albert Torres            | Inteja MMR Dominican Cycling | -       | 6     | -      | 6     |
| Cédric Ramothe           | Karukera Assainissement PDL  | -       | 6     | -      | 6     |
| Miguel Ubeto             | CCD                          | 3       | 1     | -      | 4     |
| Étienne Tortelier        | Équipe de France La Défense  | -       | 3     | -      | 3     |
| Luis Sablon              | Vélo Club Saintannais        | -       | 3     | -      | 3     |
| Yudai Arashiro           | Bridgestone Anchor Cycling   | -       | 3     | -      | 3     |
| Larry Lutin              | Karukera Assainissement PDL  | -       | 3     | -      | 3     |
| Damien Monier            | Bridgestone Anchor Cycling   | -       | 2     | -      | 2     |
| Manabu Ishibashi         | Bridgestone Anchor Cycling   | -       | 1     | -      | 1     |
| Toshiki Omote            | Bridgestone Anchor Cycling   | -       | 1     | -      | 1     |
| Ronald Géran             | Convergence SC Abymienne     | -       | 1     | -      | 1     |

## Évolution des classements
| Étape              | Vainqueur                | Classement général       | Classement par points | Classement de la montagne | Classement des points chauds | Classement du meilleur jeune | Classement combiné       | Classement par équipes       |
| ------------------ | ------------------------ | ------------------------ | --------------------- | ------------------------- | ---------------------------- | ---------------------------- | ------------------------ | ---------------------------- |
| 1                  | Julio Alberto Amores     | Julio Alberto Amores     | Julio Alberto Amores  | Teddy Ringuet             | Simon Buttner                | Alrick Louisor               | Miguel Ubeto             | Inteja MMR Dominican Cycling |
| 2a                 | Théo Vimpère             | Théo Vimpère             | Julio Alberto Amores  | Ignacio Sarabia           | Simon Buttner                | Quentin Vanoverschelde       | Miguel Ubeto             | Team Pro Immo Nicolas Roux   |
| 2b                 | Juan Murillo             | Sébastien Fournet-Fayard | Julio Alberto Amores  | Juan Murillo              | Simon Buttner                | Quentin Vanoverschelde       | Sébastien Fournet-Fayard | Team Pro Immo Nicolas Roux   |
| 3                  | Antoine Bravard          | Sébastien Fournet-Fayard | Étienne Tortelier     | Étienne Tortelier         | Simon Buttner                | Quentin Vanoverschelde       | Sébastien Fournet-Fayard | Inteja MMR Dominican Cycling |
| 4                  | Juan Murillo,            | Cédric Eustache          | Boris Carène          | Diego Milán               | Simon Buttner                | Quentin Vanoverschelde       | Juan Murillo             | Inteja MMR Dominican Cycling |
| 5                  | Nicolas Thomasson        | Cédric Eustache          | Diego Milán           | Diego Milán               | Simon Buttner                | Quentin Vanoverschelde       | Juan Murillo             | Inteja MMR Dominican Cycling |
| 6                  | Adrien Alidor            | Cédric Eustache          | Julio Alberto Amores  | Diego Milán               | Simon Buttner                | Quentin Vanoverschelde       | Juan Murillo             | Inteja MMR Dominican Cycling |
| 7                  | Pierre Bonnet            | Žydrūnas Savickas        | Diego Milán           | Diego Milán               | Simon Buttner                | Quentin Vanoverschelde       | Diego Milán              | Inteja MMR Dominican Cycling |
| 8a                 | Jayson Rousseau          | Žydrūnas Savickas        | Diego Milán           | Diego Milán               | Simon Buttner                | Quentin Vanoverschelde       | Diego Milán              | Inteja MMR Dominican Cycling |
| 8b                 | Sébastien Fournet-Fayard | Žydrūnas Savickas        | Diego Milán           | Diego Milán               | Simon Buttner                | Quentin Vanoverschelde       | Diego Milán              | Inteja MMR Dominican Cycling |
| 9                  | Jayson Rousseau          | Sébastien Fournet-Fayard | Diego Milán           | Diego Milán               | Simon Buttner                | Quentin Vanoverschelde       | Diego Milán              | Inteja MMR Dominican Cycling |
| Classements finals | Classements finals       | Sébastien Fournet-Fayard | Diego Milán           | Diego Milán               | Simon Buttner                | Quentin Vanoverschelde       | Diego Milán              | Inteja MMR Dominican Cycling |

## Liste des participants
- Liste de départ complète

| Légende                                | Légende                                                                                                  | Légende                                | Légende                                                                                                  |
| -------------------------------------- | --- | -------------------------------------- | --- |
| Num                                    | Dossard de départ porté par le coureur sur ce Tour de la Guadeloupe                                      | Pos                                    | Position finale au classement général                                                                    |
| Leader du classement général           | Indique le vainqueur du classement général                                                               | Leader du classement par points        | Indique le vainqueur du classement par points                                                            |
| Leader du classement de la montagne    | Indique le vainqueur du classement de la montagne                                                        | Leader du classement des points chauds | Indique le vainqueur du classement des points chauds                                                     |
| Leader du classement du meilleur jeune | Indique le vainqueur du classement du meilleur jeune                                                     | Leader du classement de la combativité | Indique le vainqueur du classement de la combativité                                                     |
| Leader du classement du combiné        | Indique le vainqueur du classement combiné                                                               | #                                      | Indique la meilleure équipe                                                                              |
| NP                                     | Indique un coureur qui n'a pas pris le départ d'une étape, suivi du numéro de l'étape où il s'est retiré | AB                                     | Indique un coureur qui n'a pas terminé une étape, suivi du numéro de l'étape où il s'est retiré          |
| HD                                     | Indique un coureur qui a terminé une étape hors des délais, suivi du numéro de l'étape                   | *                                      | Indique un coureur en lice pour le classement du meilleur jeune (coureurs nés après le 1er janvier 1995) |
| DSQ                                    | Indique un coureur qui a été disqualifié de la course, suivi du numéro de l'étape                        |                                        | |

| Bridgestone Anchor Cycling BGT         | Bridgestone Anchor Cycling BGT | Bridgestone Anchor Cycling BGT |
| -------------------------------------- | ------------------------------ | ------------------------------ |
| Num                                    | Coureur                        | Pos                            |
| 1                                      | Damien Monier (FRA)            | 32e                            |
| 2                                      | Ryu Suzuki (JPN)               | 45e                            |
| 3                                      | Jin Okubo (JPN)                | AB-7                           |
| 4                                      | Manabu Ishibashi (JPN)         | 18e                            |
| 5                                      | Yudai Arashiro (JPN)*          | 23e                            |
| 6                                      | Toshiki Omote (JPN)            | 51e                            |
| Directeur sportif : Takemiro Mizutanin |                                |                                |

| Bourg-en-Bresse Ain Cyclisme -      | Bourg-en-Bresse Ain Cyclisme - | Bourg-en-Bresse Ain Cyclisme - |
| ----------------------------------- | ------------------------------ | ------------------------------ |
| Num                                 | Coureur                        | Pos                            |
| 11                                  | Simon Buttner (FRA)            | 46e                            |
| 12                                  | Tony Lemler (FRA)*             | 30e                            |
| 13                                  | Žydrūnas Savickas (LTU)        | 3e                             |
| 14                                  | Francis Genetier (FRA)         | AB-9                           |
| 15                                  | Antoine Bravard (FRA)          | 66e                            |
| 16                                  | Simon Gosselin (FRA)*          | AB-4                           |
| Directeur sportif : Francis Gibrien |                                |                                |

| Team Karukera Assainissement PDL - | Team Karukera Assainissement PDL - | Team Karukera Assainissement PDL - |
| ---------------------------------- | ---------------------------------- | ---------------------------------- |
| Num                                | Coureur                            | Pos                                |
| 21                                 | Larry Lutin (FRA)                  | 59e                                |
| 22                                 | Neddhym Nemorin (FRA)*             | AB-5                               |
| 23                                 | Romain Vinetot (FRA)*              | 21e                                |
| 24                                 | Teddy Taranne (FRA)                | 62e                                |
| 25                                 | Cédric Ramothe (FRA)               | 70e                                |
| 26                                 | Melvin Magdeleine-Raabon (FRA)*    | 78e                                |
| Directeur sportif :                |                                    |                                    |

| USCCP -             | USCCP -                       | USCCP - |
| ------------------- | ----------------------------- | ------- |
| Num                 | Coureur                       | Pos     |
| 31                  | José Chacón (VEN)             | NP-2b   |
| 32                  | Damien Maroni-Chevalier (FRA) | 26e     |
| 33                  | Edwige Belair (FRA)           | NP-9    |
| 34                  | Steevy Joachim (FRA)*         | 47e     |
| 35                  | Kévin Duro (FRA)              | 50e     |
| 36                  | Frédéric Attaud (FRA)         | 56e     |
| Directeur sportif : |                               |         |

| Équipe de France La Défense | Équipe de France La Défense   | Équipe de France La Défense |
| --------------------------- | ----------------------------- | --------------------------- |
| Num                         | Coureur                       | Pos                         |
| 41                          | Philippe Peju (FRA)           | AB-8a                       |
| 42                          | Étienne Tortelier (FRA)       | 39e                         |
| 43                          | Quentin Vanoverschelde (FRA)* | 4e                          |
| 44                          | David Michaud (FRA)           | 49e                         |
| 45                          | Arthur Goumon (FRA)           | AB-5                        |
| 46                          | Daryl Vainqueur (FRA)         | AB-5                        |
| Directeur sportif :         |                               |                             |

| Vélo Club de Grand-Case - | Vélo Club de Grand-Case - | Vélo Club de Grand-Case - |
| ------------------------- | ------------------------- | ------------------------- |
| Num                       | Coureur                   | Pos                       |
| 51                        | Ludovic Turpin (FRA)      | 10e                       |
| 52                        | Nicolas Dumont (FRA)      | AB-8a                     |
| 53                        | Grégory Blondin (FRA)     | 14e                       |
| 54                        | Olivier Curier (FRA)      | 34e                       |
| 55                        | Grégory Errin (FRA)       | 24e                       |
| 56                        | Jayson Rousseau (FRA)     | 42e                       |
| Directeur sportif :       |                           |                           |

| Inteja DCT # DCT    | Inteja DCT # DCT           | Inteja DCT # DCT |
| ------------------- | -------------------------- | ---------------- |
| Num                 | Coureur                    | Pos              |
| 61                  | Diego Milán (DOM)          | 7e               |
| 62                  | Ignacio Sarabia (MEX)      | 38e              |
| 63                  | Albert Torres (ESP)        | 41e              |
| 64                  | Julio Alberto Amores (ESP) | 16e              |
| 65                  | Gregory Brenes (CRC)       | 27e              |
| 66                  | Adrián Núñez (DOM)         | 79e              |
| Directeur sportif : |                            |                  |

| Vélo Club Saintannais - | Vélo Club Saintannais - | Vélo Club Saintannais - |
| ----------------------- | ----------------------- | ----------------------- |
| Num                     | Coureur                 | Pos                     |
| 81                      | Thomas Zingile (FRA)*   | AB-4                    |
| 82                      | William Bondot (FRA)    | 57e                     |
| 83                      | Kelian Duro (FRA)       | 64e                     |
| 84                      | Naiddju Barny (FRA)     | AB-5                    |
| 85                      | Joastian Perran (FRA)   | AB-4                    |
| 86                      | Luis Sablon (FRA)       | 13e                     |
| Directeur sportif :     |                         |                         |

| Rayon d'Argent -    | Rayon d'Argent -            | Rayon d'Argent - |
| ------------------- | --------------------------- | ---------------- |
| Num                 | Coureur                     | Pos              |
| 91                  | Jean-Marie Marimotou (FRA)  | AB-3             |
| 92                  | Steeve Promeneur (FRA)      | AB-1             |
| 93                  | Jean-Michel Marimotou (FRA) | AB-4             |
| 95                  | Ridchy Némausat (FRA)*      | 87e              |
| 96                  | Steeve Sainte-Marie (FRA)   | AB-4             |
| Directeur sportif : |                             |                  |

| Team Pro Immo Nicolas Roux PIM | Team Pro Immo Nicolas Roux PIM | Team Pro Immo Nicolas Roux PIM |
| ------------------------------ | ------------------------------ | ------------------------------ |
| Num                            | Coureur                        | Pos                            |
| 101                            | Pierre Almeida (FRA)           | 36e                            |
| 102                            | Pierre Bonnet (FRA)            | 43e                            |
| 103                            | Sébastien Fournet-Fayard (FRA) | 1er                            |
| 104                            | Alexis Carlier (FRA)           | AB-1                           |
| 105                            | Nicolas Thomasson (FRA)        | 35e                            |
| 106                            | Théo Vimpère (FRA)             | 33e                            |
| Directeur sportif :            |                                |                                |

| CCD -               | CCD -               | CCD - |
| ------------------- | ------------------- | ----- |
| Num                 | Coureur             | Pos   |
| 111                 | Boris Carène (FRA)  | 6e    |
| 112                 | Freddy Hamlet (FRA) | 69e   |
| 113                 | Miguel Ubeto (VEN)  | 8e    |
| 114                 | Omer Ramsahaï (FRA) | AB-3  |
| 115                 | Youri Pradel (FRA)* | 81e   |
| Directeur sportif : |                     |       |

| Gwada Bikers 118 -  | Gwada Bikers 118 -      | Gwada Bikers 118 - |
| ------------------- | ----------------------- | ------------------ |
| Num                 | Coureur                 | Pos                |
| 121                 | Ross Serrant (FRA)      | HD-8b              |
| 122                 | Miguel Cuirassier (FRA) | 83e                |
| 123                 | Kevin Karioua (FRA)     | 58e                |
| 124                 | Daniel Junon (FRA)      | 82e                |
| 125                 | John Nava (VEN)         | 12e                |
| 126                 | Juan Murillo (VEN)      | 2e                 |
| Directeur sportif : |                         |                    |

| Convergence SC Abymienne - | Convergence SC Abymienne -  | Convergence SC Abymienne - |
| -------------------------- | --------------------------- | -------------------------- |
| Num                        | Coureur                     | Pos                        |
| 141                        | Yannick Claudéon (FRA)      | 89e                        |
| 142                        | Lindy Closse Cambrone (FRA) | HD-8b                      |
| 143                        | Giovanni Rousseau (FRA)     | 48e                        |
| 144                        | Kévin Landre (FRA)*         | AB-4                       |
| 145                        | Collins Phaëton (FRA)*      | 28e                        |
| 146                        | Ronald Géran (FRA)*         | 73e                        |
| Directeur sportif :        |                             |                            |

| AC du Levant -      | AC du Levant -            | AC du Levant - |
| ------------------- | ------------------------- | -------------- |
| Num                 | Coureur                   | Pos            |
| 151                 | Gilles Suares (FRA)*      | 63e            |
| 152                 | Kendric Clavier (FRA)*    | 71e            |
| 153                 | James Canevet (FRA)       | HD-2a          |
| 154                 | Dany Peratou (FRA)*       | AB-1           |
| 155                 | Henriques Kissouna (FRA)* | AB-1           |
| Directeur sportif : |                           |                |

| Uni Sport Lamentinois - | Uni Sport Lamentinois -    | Uni Sport Lamentinois - |
| ----------------------- | -------------------------- | ----------------------- |
| Num                     | Coureur                    | Pos                     |
| 161                     | Steeve Chalder (FRA)       | AB-3                    |
| 162                     | Frédéric Béchet (FRA)      | AB-3                    |
| 163                     | Jordy Pruneau (FRA)*       | 65e                     |
| 164                     | Cédric Laurent (FRA)       | AB-8b                   |
| 165                     | Juan David Vargas (COL)    | 15e                     |
| 166                     | Grzegorz Kwiatkowski (FRA) | 37e                     |
| Directeur sportif :     |                            |                         |

| USR Vélo -          | USR Vélo -                  | USR Vélo - |
| ------------------- | --------------------------- | ---------- |
| Num                 | Coureur                     | Pos        |
| 171                 | Vladimir Jeanne (FRA)       | AB-7       |
| 172                 | Géraud Flores-Couderc (FRA) | NP-7       |
| 173                 | Jordan Forclot (FRA)*       | AB-1       |
| 174                 | Ivan Jairo Ruiz (COL)*      | 54e        |
| 175                 | Christian Gutierrez (COL)   | AB-5       |
| 176                 | Adrien Alidor (FRA)         | 72e        |
| Directeur sportif : |                             |            |

| Pédale du Centre -  | Pédale du Centre -      | Pédale du Centre - |
| ------------------- | ----------------------- | ------------------ |
| Num                 | Coureur                 | Pos                |
| 182                 | Marc Dyvrande (FRA)*    | 88e                |
| 183                 | Collins Gustave (FRA)*  | AB-1               |
| 184                 | Jonathan Nannette (FRA) | 77e                |
| 185                 | Cyril Vindex (FRA)*     | AB-5               |
| 186                 | Deyris Rosan (FRA)*     | AB-3               |
| Directeur sportif : |                         |                    |

| Vélo Club de Trois-Rivières - | Vélo Club de Trois-Rivières - | Vélo Club de Trois-Rivières - |
| ----------------------------- | ----------------------------- | ----------------------------- |
| Num                           | Coureur                       | Pos                           |
| 191                           | Audric Blondin (FRA)          | AB-2a                         |
| 193                           | Malik Naranin (FRA)           | AB-1                          |
| 194                           | Stéphane Larochelle (FRA)     | 31e                           |
| 195                           | Marvin Judith (FRA)           | 67e                           |
| 196                           | Joachim Bray Gregorio (POR)   | 22e                           |
| Directeur sportif :           |                               |                               |

| Vélo du Centre et de la Caraïbe - | Vélo du Centre et de la Caraïbe -      | Vélo du Centre et de la Caraïbe - |
| --------------------------------- | -------------------------------------- | --------------------------------- |
| Num                               | Coureur                                | Pos                               |
| 201                               | Jean-Louis Damase (FRA)                | 40e                               |
| 202                               | Jérémy Luce (FRA)*                     | AB-1                              |
| 203                               | Michel Vainqueur (FRA)                 | AB-4                              |
| 204                               | Braulio De Jesús García Castillo (DOM) | AB-5                              |
| Directeur sportif :               |                                        |                                   |

| Jeunesse Cycliste des Abymes - | Jeunesse Cycliste des Abymes - | Jeunesse Cycliste des Abymes - |
| ------------------------------ | ------------------------------ | ------------------------------ |
| Num                            | Coureur                        | Pos                            |
| 211                            | Shelsy Deloumeaux (FRA)*       | 29e                            |
| 212                            | Lionel Miny (FRA)              | 17e                            |
| 213                            | Alrick Louisor (FRA)*          | 76e                            |
| 214                            | Rogan Dabrion (FRA)*           | 60e                            |
| 215                            | Laury Théophile (FRA)          | 84e                            |
| 216                            | Keiji Lorquin (FRA)*           | HD-8b                          |
| Directeur sportif :            |                                |                                |

| Union Vélocipédique du Nord - | Union Vélocipédique du Nord - | Union Vélocipédique du Nord - |
| ----------------------------- | ----------------------------- | ----------------------------- |
| Num                           | Coureur                       | Pos                           |
| 221                           | Xavier Naejus (FRA)           | AB-3                          |
| 222                           | Kenny Matou (FRA)             | AB-3                          |
| 223                           | Christopher Daupin (FRA)      | AB-4                          |
| 224                           | Widjy Relmy (FRA)             | HD-8b                         |
| 225                           | Carl Legrand (FRA)            | 86e                           |
| 226                           | Kéran Barolin (FRA)           | 25e                           |
| Directeur sportif :           |                               |                               |

| Excelsior -         | Excelsior -                    | Excelsior - |
| ------------------- | ------------------------------ | ----------- |
| Num                 | Coureur                        | Pos         |
| 231                 | Cédric Locatin (FRA)*          | 9e          |
| 232                 | Ludovic Bégarin-Rodière (FRA)* | 74e         |
| 233                 | Paul-Antoine Manicord (FRA)*   | AB-5        |
| 234                 | Meving Gène (FRA)*             | 55e         |
| 235                 | Alexandre Lachages (FRA)*      | 75e         |
| Directeur sportif : |                                |             |

| Interpro Cycling Academy IPC | Interpro Cycling Academy IPC | Interpro Cycling Academy IPC |
| ---------------------------- | ---------------------------- | ---------------------------- |
| Num                          | Coureur                      | Pos                          |
| 241                          | Yuto Yoshida (JPN)           | AB-5                         |
| 242                          | Takuya Nakata (JPN)*         | 53e                          |
| 243                          | Sony Lamarre (FRA)           | AB-5                         |
| 244                          | Florian Hudry (FRA)          | 19e                          |
| 245                          | Tesfom Okubamariam (ERI)     | 11e                          |
| Directeur sportif :          |                              |                              |

| Sélection de Guyane - | Sélection de Guyane -  | Sélection de Guyane - |
| --------------------- | ---------------------- | --------------------- |
| Num                   | Coureur                | Pos                   |
| 251                   | Ludovic Dantin (FRA)   | AB-4                  |
| 252                   | Pierce Ponet (FRA)     | AB-1                  |
| 253                   | Stéphane Mérille (FRA) | HD-1                  |
| 254                   | Teddy Ringuet (FRA)    | 20e                   |
| 255                   | Cliff Apinsa (FRA)     | AB-1                  |
| 256                   | Myron Stanis (FRA)     | AB-4                  |
| Directeur sportif :   |                        |                       |

| Sélection de Martinique - | Sélection de Martinique -  | Sélection de Martinique - |
| ------------------------- | -------------------------- | ------------------------- |
| Num                       | Coureur                    | Pos                       |
| 261                       | Cédric Eustache (FRA)      | 5e                        |
| 262                       | Eddy Cadet-Marthe (FRA)*   | 68e                       |
| 263                       | Kevin Largitte (FRA)       | 44e                       |
| 264                       | Christophe Bellemare (FRA) | 80e                       |
| 265                       | Yannis Cidolit (FRA)       | 52e                       |
| 266                       | Mickaël Stanislas (FRA)    | 61e                       |
| Directeur sportif :       |                            |                           |

## Aspects extra-sportifs
Le 13 novembre 2017, la commission nationale de discipline antidopage de la Fédération française de cyclisme décide de suspendre 4 ans pour cause de dopage le coureur cycliste Vénézuélien Juan Murillo des Gwada Bikers 118. Il a été contrôlé positif à l'EPO Cera par l'Agence Française de Lutte contre le Dopage le 1er août 2017 après la 4e étape du Tour et a donc été suspendu à titre rétroactif à partir du 27 septembre 2017. Ses résultats à partir de cette date ont été également annulés.